# Лакомб, Поль (историк)
Поль Лакомб (фр. Paul Lacombe; 6 января 1834, Каор — 2 июля 1919, Лозерт) — французский историк, литературовед, социолог и архивист. Доктор наук.
Исследователь истории; стремился превратить историю в точную науку. Представитель философии, родственной с философией И. Тэна и позитивистско-психологического направления в социологии.

## Биография
Сын фармацевта. Обучался до 1859 года в Национальной школе хартий. Защитил диссертацию по истории Каора с 1200 по 1351 год.
Работал архивариусом, затем помощником префекта Фижака, генеральным секретарем префектуры Луаре и, наконец, в 1882 году генеральным инспектором библиотек и архивов Франции. В 1886 году был награждён орденом Почётного легиона.
Член Парижского социологического общества.
В период интенсивных дебатов среди историков и социологов на рубеже двадцатого века вступил в дискуссию об «истории, обслуживаемой научными исследованиями» благодаря своей новаторской работе «История, рассматриваемая как наука» (1894) и его статьям в Revue de synthèse historique (Журнал исторического синтеза). Отказавшись от подхода к истории, основанного на простом повествовании о великих датах и великих людях, он изобрёл понятие «истории событий» (l’histoire événementielle) и настаивал на необходимости для историка делать строгий отбор свидетельств и устанавливать иерархию фактов. Он также заложил основы истории, в которой социальные и экономические факторы выдвигаются на передний план исследования. Таким образом, он является предшественником идеи Фернана Броделя и школы «Анналов» в том, что историю нужно изучать на «длительной протяженности» (longue durée). Он также отстаивал идею истории Homo faber, так как «человек во все времена был в значительной степени рабочим».
Признавая в теории, что история литературы должна уделять одинаковое внимание индивидуальному и неиндивидуальному в творчестве писателя, Лакомб на практике суживает значение объективных факторов и углубляется в изучение психологии художника («Введение в историю литературы» — «Introduction à l’histoire littéraire», 1898).
П. Лакомб занялся исключительно вопросами психологии творчества, исходя из того, что все историко-литературные явления определяются самодовлеющими процессами в психике творческой личности. В результате своих психологических исследований он пришёл к заключению, что в основе каждого литературного произведения имеется определённая эмоциональная установка, являющаяся его главным организующим принципом; колебания между тэнизмом и психологическим методом и неуменье преодолеть эклектизм характерны для П. Лакомба. Он выступал также как историк («Семья в римском обществе», 1889, «Социологические основы истории» (рус. перевод, СПБ, 1895) и др.) и здесь придерживался того же психологического метода.
В марксистской литературе критика П. Лакомба дана Плехановым («Нечто об истории», Сочин., т. VIII, изд. 2-е, М., Гиз, стр. 223—236).

## Избранные публикации
- Le Mariage libre, 1867
- Petite histoire du peuple français, Hachette et Cie, 1868
- Mes droits, G. Baillière, Paris, 1869
- Les Armes et les Armures, Hachette et Cie, coll. " La Bibliothèque des merveilles ", 1868 (réédition 1870 illustrée de 60 vignettes de H. Catenacci)
- La République et la Liberté, A. Le Chevalier, Paris, 1870
- Petite histoire d’Angleterre, Hachette, 1877
- Le Patriotisme, Hachette et Cie, coll. " La Bibliothèque des merveilles ", 1878
- Fragments d’une histoire des mœurs : Le diner chez les Romains, 1880
- La Famille dans la société romaine, 1889
- De l’Histoire considérée comme science, Hachette et Cie, 1894
- Introduction à l’histoire littéraire, 1898
- Esquisse d’un enseignement basé sur la psychologie de l’enfant, A. Colin, Paris, 1899
- La Guerre et l’Homme, 1900
- * Bibliographie des travaux de M. Léopold Delisle, 1902
- La Psychologie des individus et des sociétés chez Taine historien des littératures, étude critique, F. Alcan, Paris, 1906
- Taine historien et sociologue, V. Giard et E. Brière, Paris, 1909
- La Première Commune révolutionnaire de Paris et les assemblées nationales, 1911
- L’Appropriation du sol, essai sur le passage de la propriété collective à la propriété privée, A. Colin, 1912